# Akershus
Akershusⓘ là một hạt của Na Uy, giáp Hedmark, Oppland, Buskerud, Oslo và Østfold. Hạt này cũng có đường biên ngắn với Värmland của Thụy Điển. Akershus là hạt xếp thứ hai về dân số, sau Oslo, với hơn 1/2 triệu dân. Hạt này được đặt tên theo Akershus Fortress. Chính quyền hạt đóng ở Oslo, một thành phố không thuộc hạt này

## Các đô thị

Các đô thị của Akershus.

1. Asker
2. Aurskog-Høland
3. Bærum
4. Eidsvoll
5. Enebakk
6. Fet
7. Frogn
8. Gjerdrum
9. Hurdal
10. Lørenskog
11. Nannestad
12. Nes
13. Nesodden
14. Nittedal
15. Oppegård
16. Rælingen
17. Skedsmo
18. Ski
19. Sørum
20. Ullensaker
21. Vestby
22. Ås